# Шадрін Костянтин Прокопович
Костянтин Прокопович Шадрін (21 травня 1900, село Таловка Михайловської волості, тепер Бистроістоцького району Алтайського краю, Російська Федерація — березень 1965, місто Новосибірськ, тепер Російська Федерація) — радянський діяч, голова колгоспу «Гігант» Тогучинського району Новосибірської області. Депутат Верховної ради СРСР 2—3-го скликань.

## Біографія
Народився в селянській родині. Закінчив сільську школу. З 1915 року наймитував у заможних селян Бійського повіту Томської губернії, працював у сільському господарстві. У 1920 році закінчив сільськогосподарське училище в місті Томську. З 1920 року працював агрономом Бійського земельного відділу на Алтаї.
З 1924 року навчався в Сибірському інституті сільського господарства і лісівництва в місті Омську. Потім закінчив аспірантуру при кафедрі механізації сільського господарства Омського зернового інституту.
З 1929 року працював керуючим відділення і головним агрономом у радгоспах Омської області, викладав у школах механіків та технікумі механізації сільського господарства в Новосибірській області.
На 1938 рік — головний агроном Тогучинського районного земельного відділу Новосибірської області.
До червня 1939 року — головний агроном Новосибірського обласного земельного відділу.
У червні 1939—1941 роках — голова колгоспу «Гігант» села Юрти Тогучинського району Новосибірської області.
З червня 1941 по 1945 рік служив у Червоній армії, був начальником складу із постачання пального при штабі 65-ї армії. Учасник німецько-радянської війни. Член ВКП(б) з 1944 року.
У 1945—1956 роках — голова колгоспу «Гігант» села Юрти Тогучинського району Новосибірської області. Обирався членом Ради у справах колгоспів при Раді міністрів СРСР.
У 1956—1965 роках — старший науковий співробітник в Сибірській філії Всесоюзного науково-дослідного інституту економіки сільського господарства в Новосибірську.
Помер у березні 1965 року в Новосибірську.

## Звання
- інженер-капітан

## Нагороди
- орден Леніна
- медаль «За оборону Москви»
- медаль «За перемогу над Німеччиною у Великій Вітчизняній війні 1941—1945 рр.»